# Achados arqueológicos na Praia de Santa Eulália

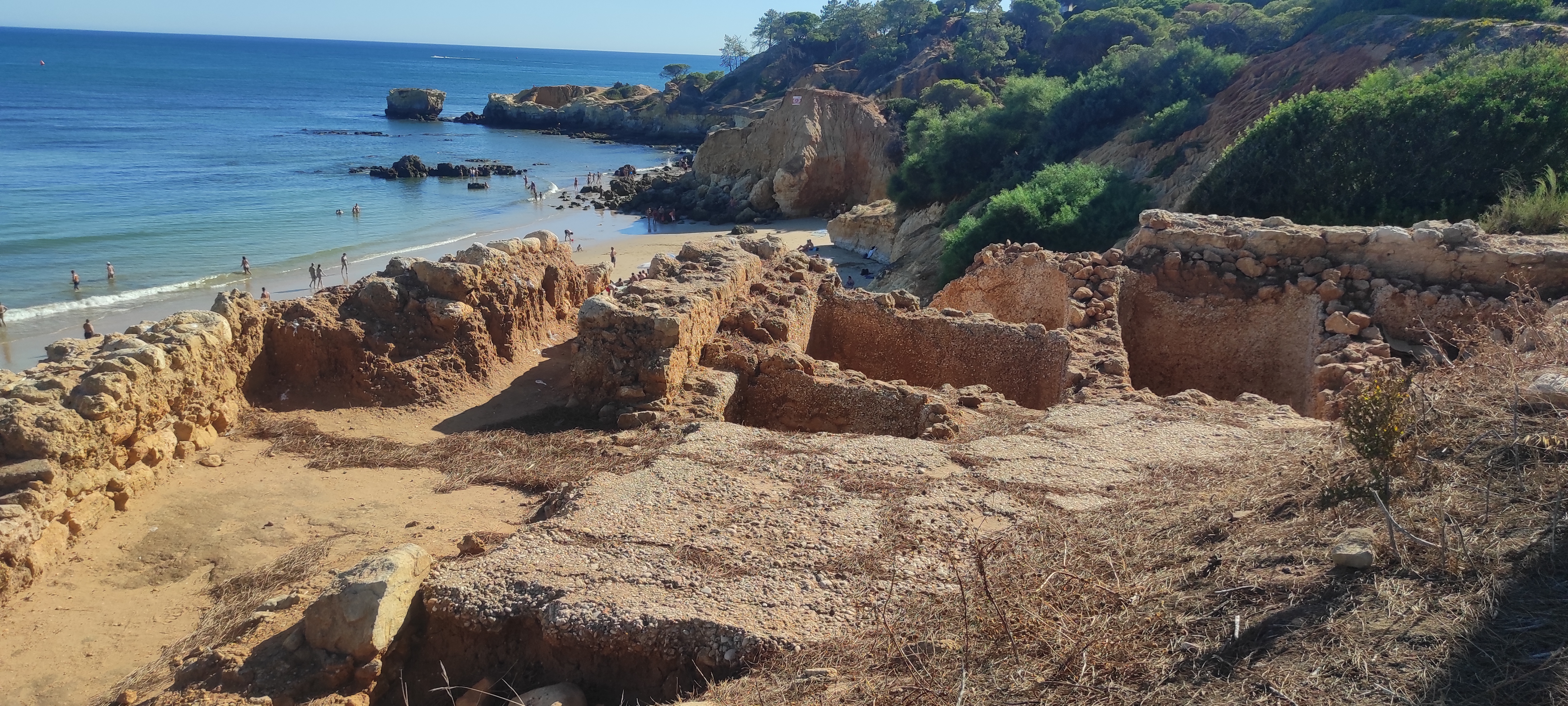
Cetárias, Santa Eulália, Algarve, Portugal

Os achados arqueológicos na Praia de Santa Eulália localizam-se na Praia de Santa Eulália, em Albufeira.
A descoberta dos vestígios arqueológicos remonta a 2004, quando a equipa de arqueólogos do Município procedeu à realização de sondagens de diagnóstico naquela área, identificando vestígios de ossadas que acreditam estar relacionadas com a Ermida de Santa Eulália, que ali existiu durante a época medieval. Foram ainda encontradas peças que pertencem a um complexo industrial do período romano, composto por tanques onde os romanos faziam a salga do peixe e confecionavam o “Garum”. O Garum, era feito de sangue, vísceras e de outras partes selecionadas do atum ou da cavala misturadas com peixes pequenos, crustáceos e moluscos esmagados; tudo isto era deixado em salmoura durante cerca de dois meses ou então aquecido artificialmente. Este produto era exportado para várias partes do Mediterrâneo. Há notícias de exportação de garum para Atenas, no século V a.C. A existência de numerosos vestígios de fábricas detetados no litoral mediterrânico da Península Ibérica, provam um nítido crescimento desta indústria conserveira. Em Roma, o garum chegou a ser um produto de luxo, chegando a atingir o preço de 1 000 denários por apenas 6,5 L de garum.     .
Como se pode verificar nas imagens, desde 2017 até 2023, parte de um tanque localizado a sudoeste já ruiu. 

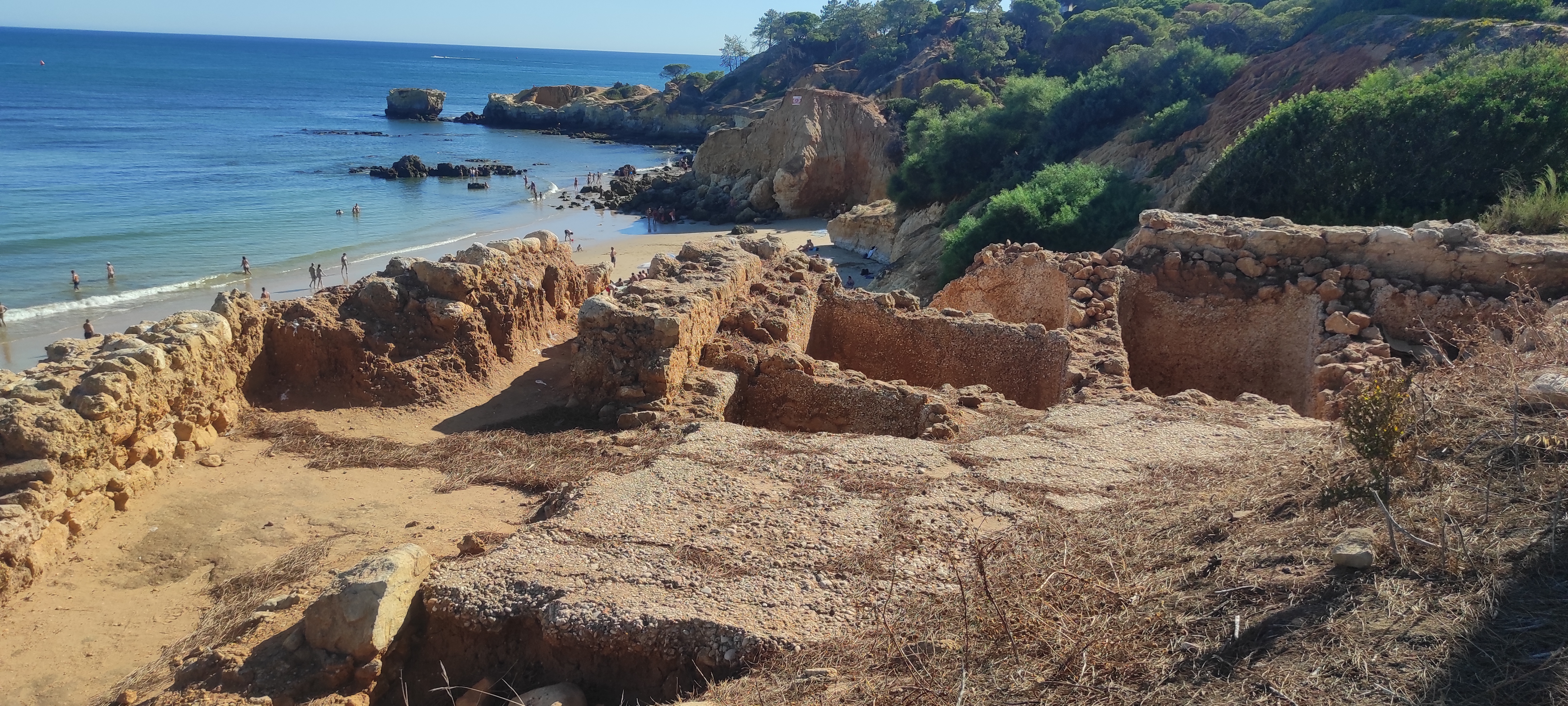
Cetárias, Santa Eulália, Algarve, Portugal

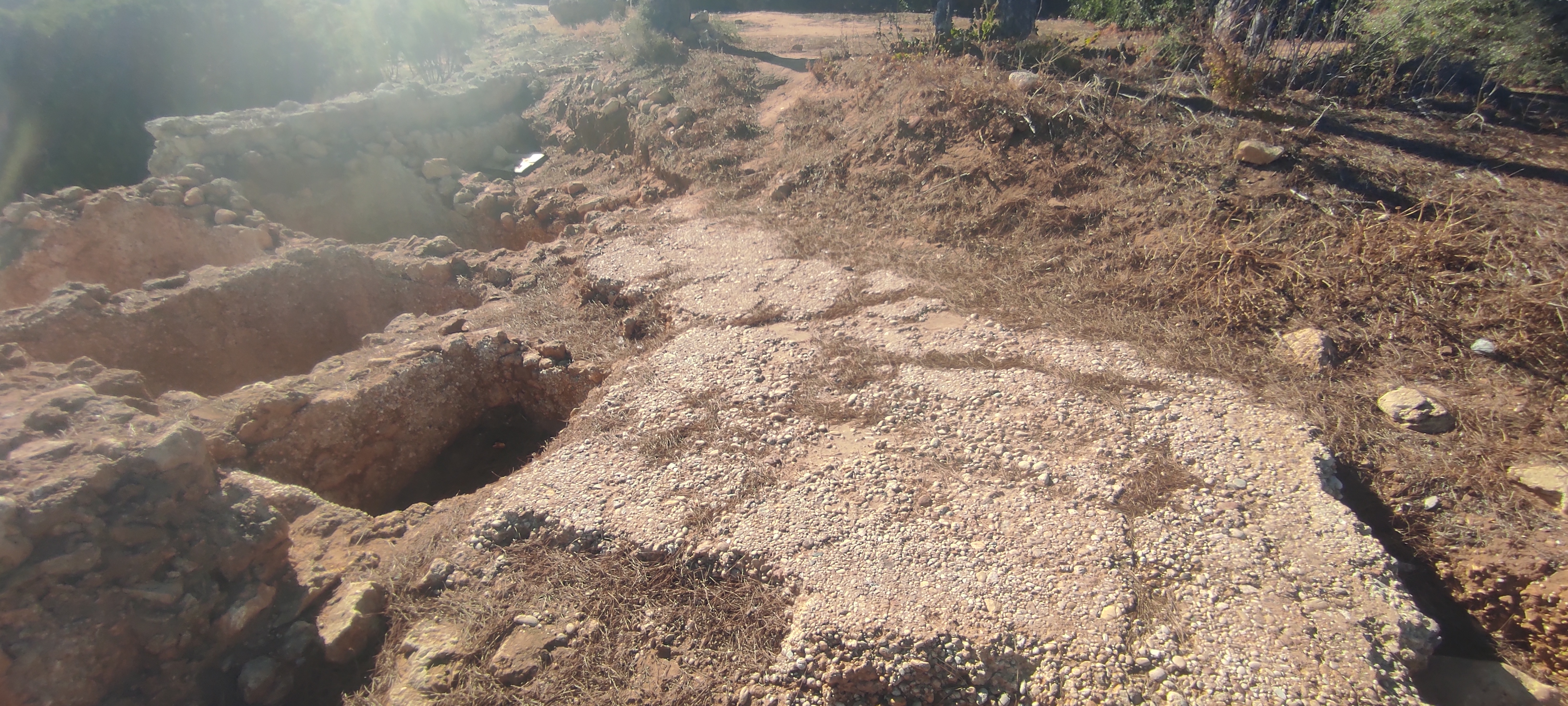
Cetárias, Santa Eulália, Algarve, Portugal

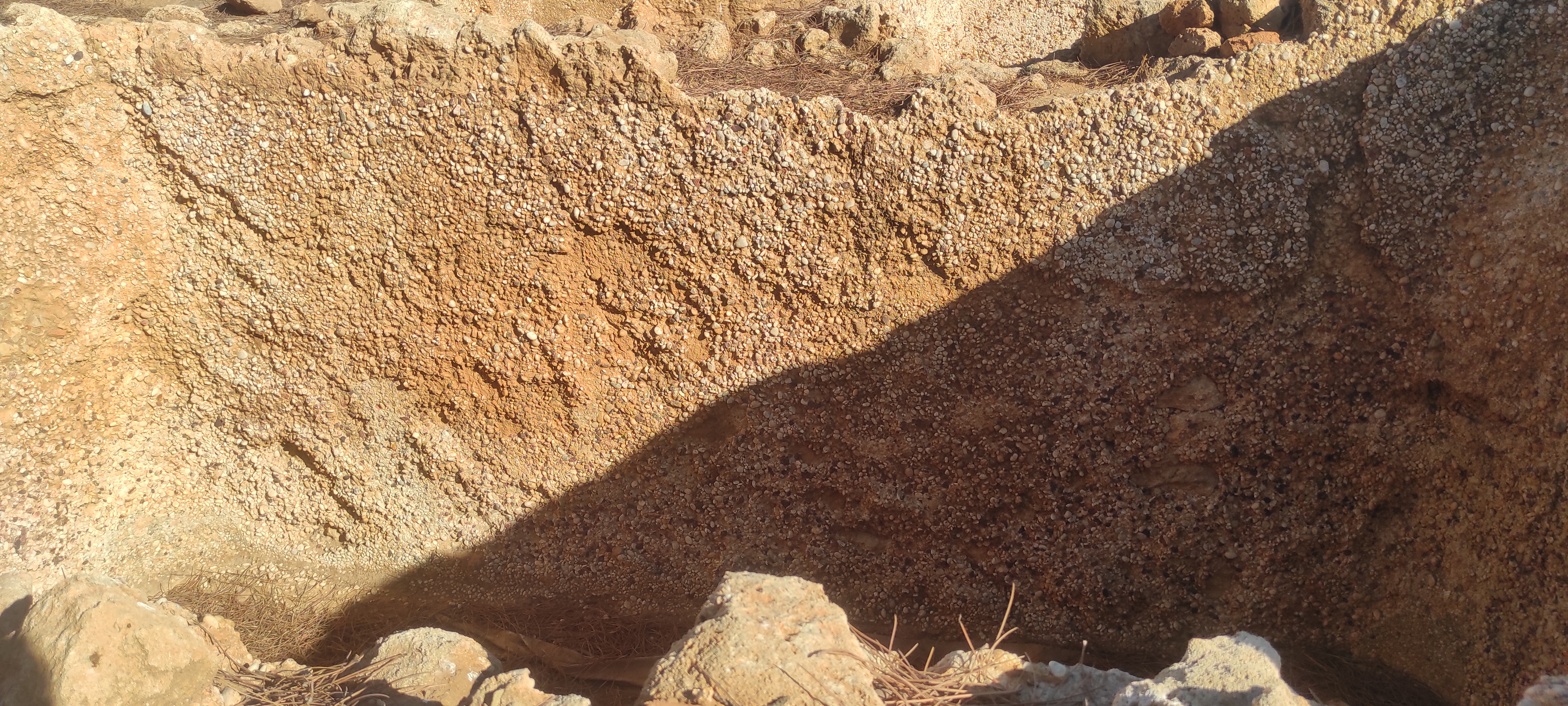
Cetárias, Santa Eulália, Algarve, Portugal

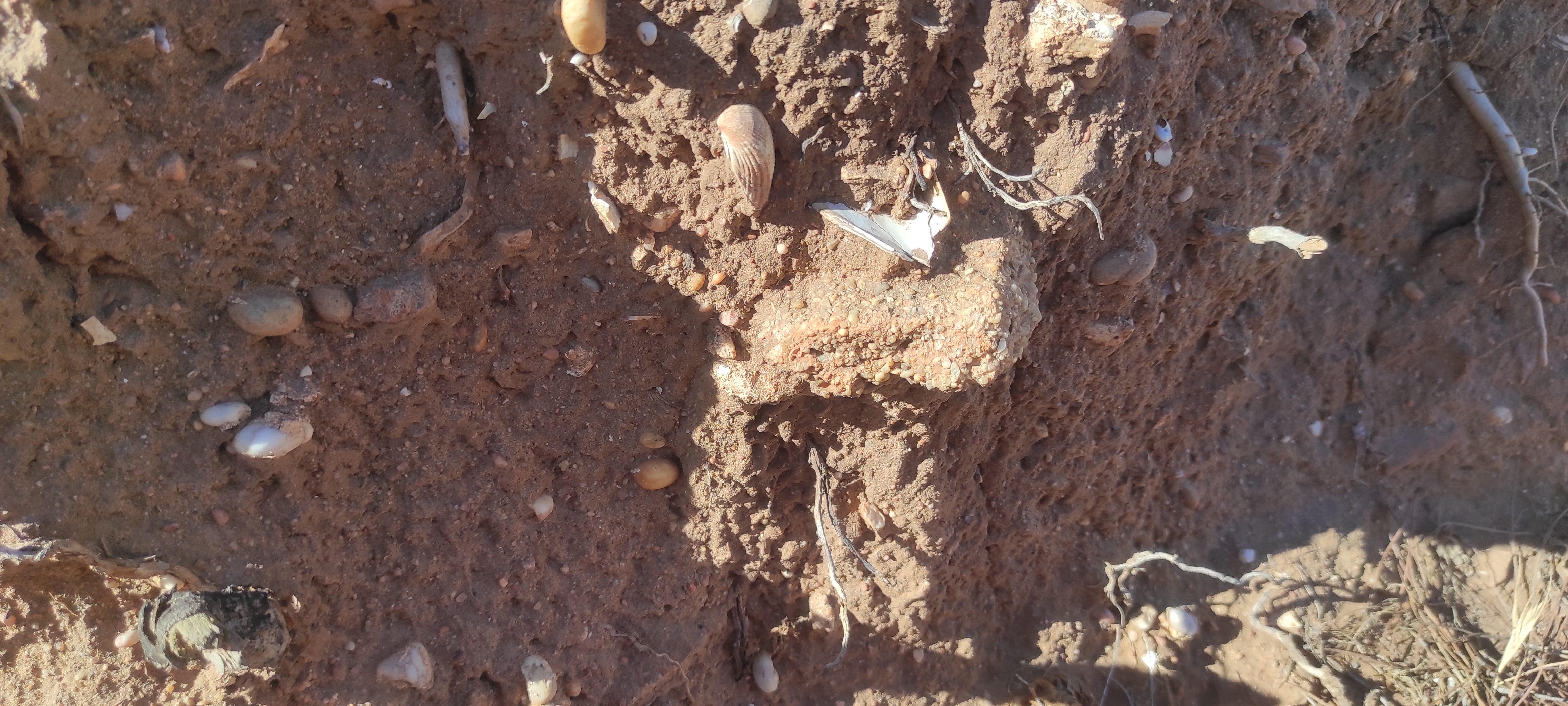
Estratigrafia do terreno adjacente

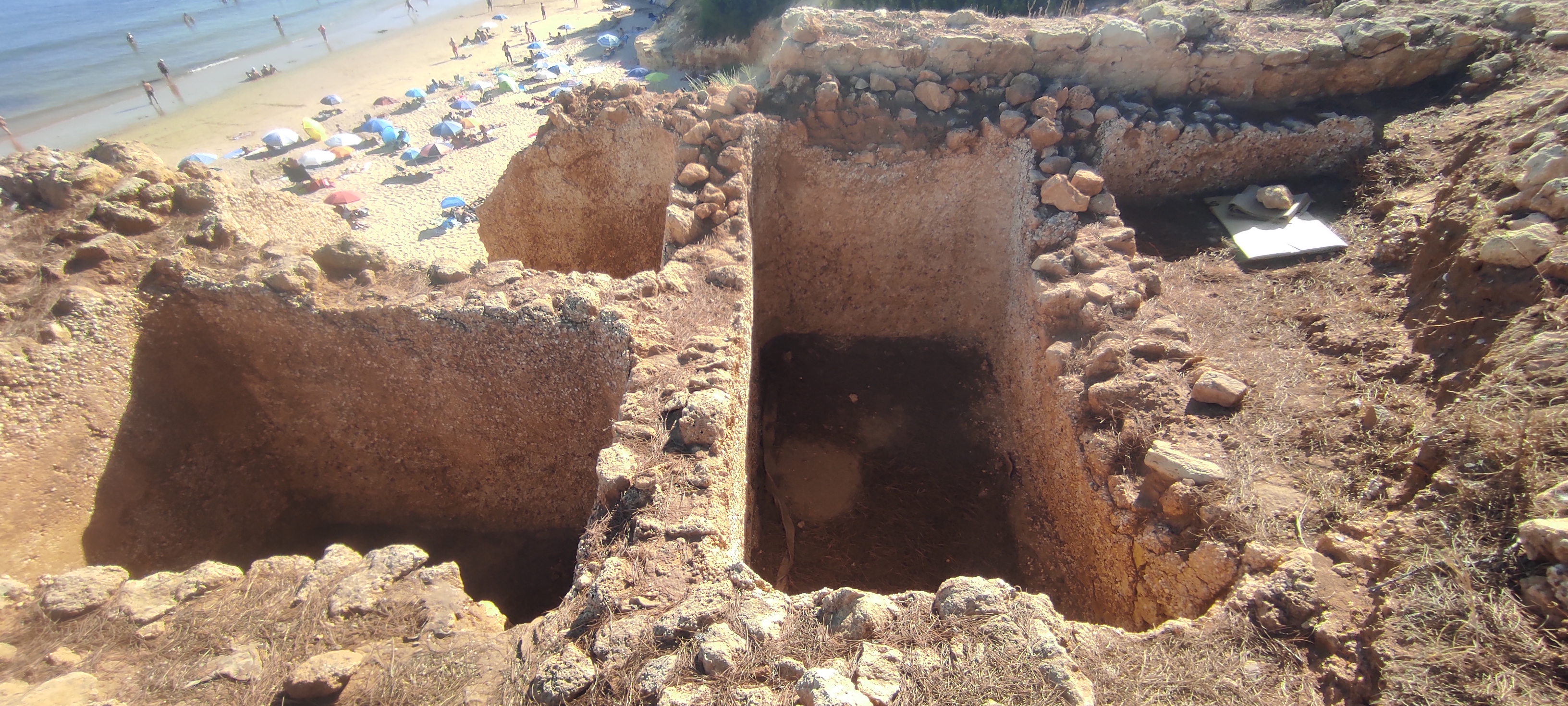
Cetárias, Santa Eulália, Algarve, Portugal

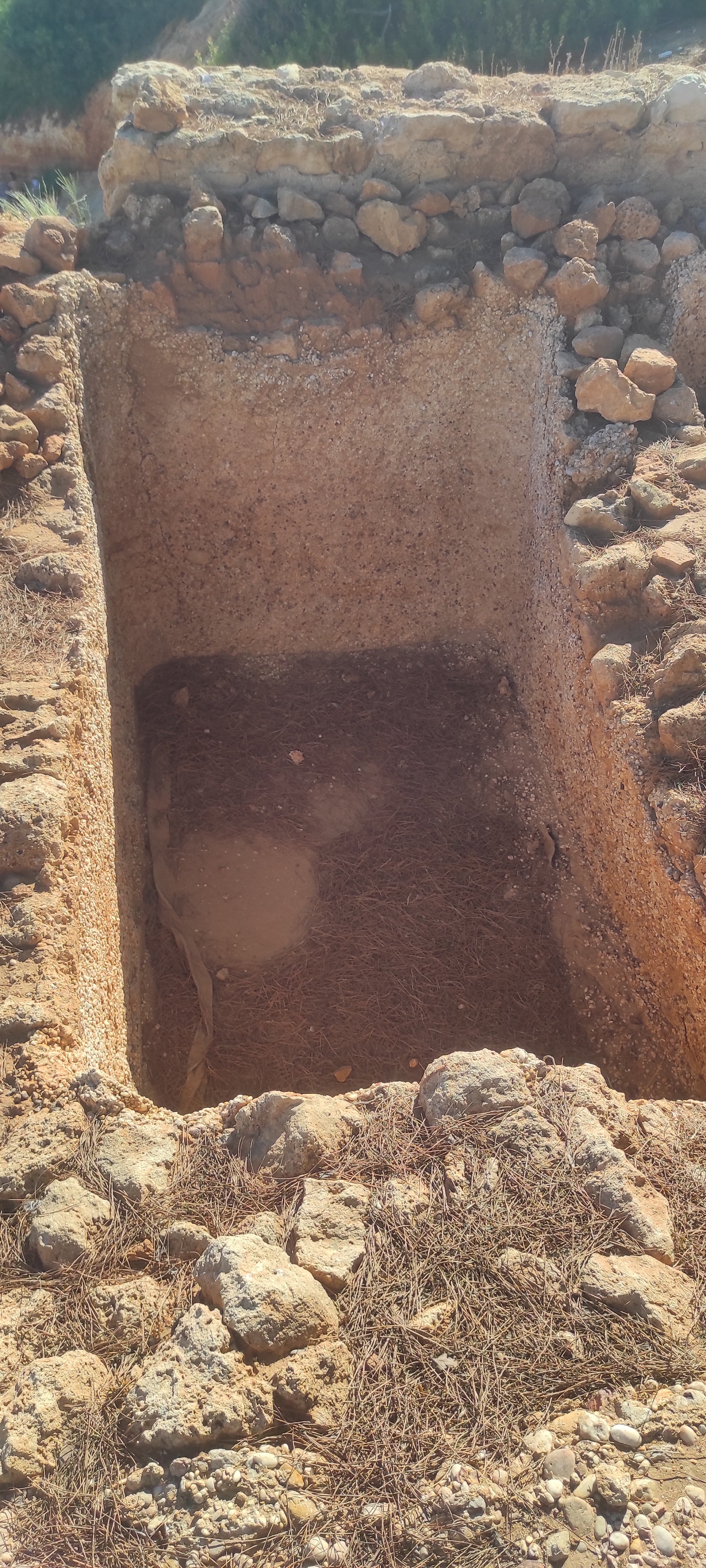
Cetárias, Santa Eulália, Algarve, Portugal

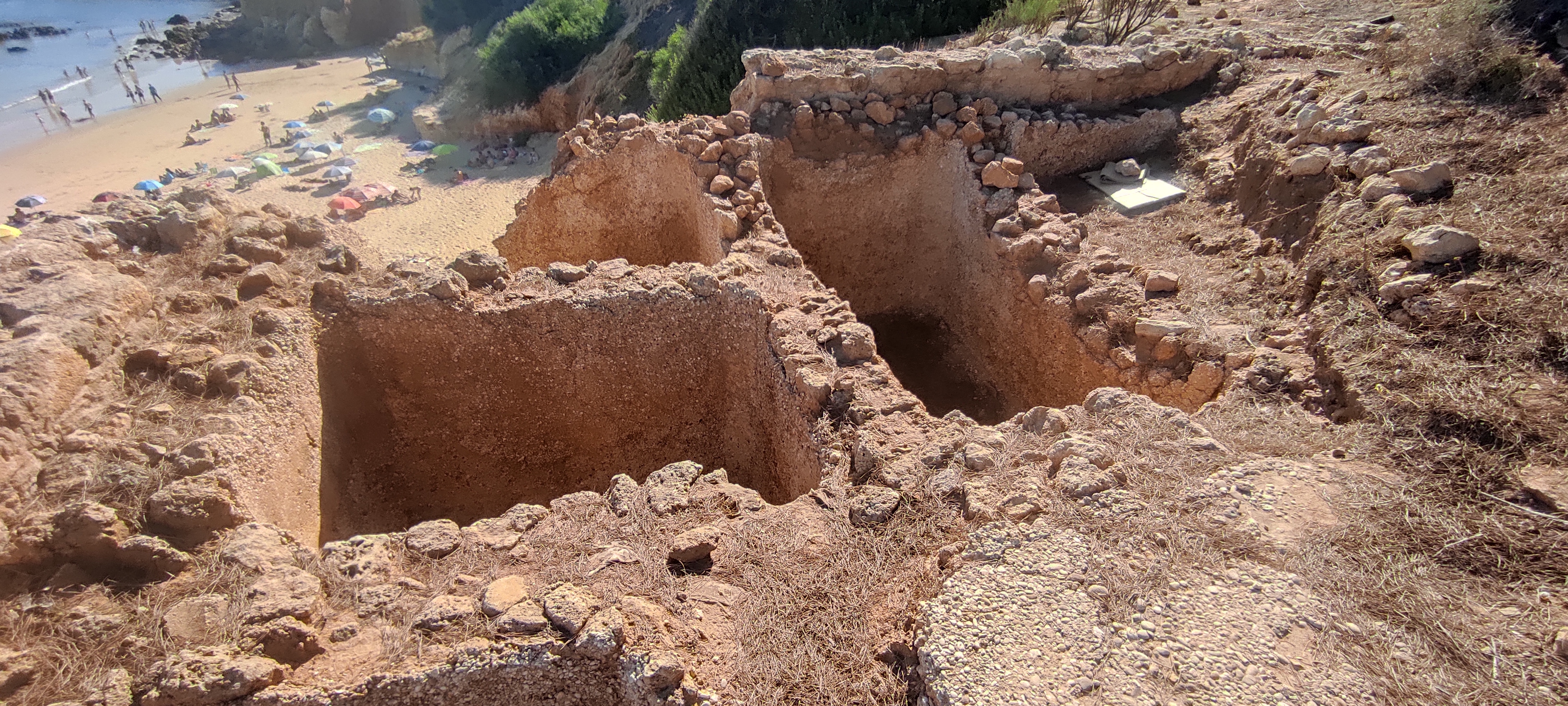
Cetárias, Santa Eulália, Algarve, Portugal